# Kerry Harris
Kerry Harris (Perth, 19 september 1949) is een tennisspeelster uit Australië.
In 1967 speelde Harris op het Australian Open haar eerste grandslamwedstrijd. In 1968 bereikte zij op Roland Garros de derde ronde. In 1972 won zij samen met Helen Gourlay het vrouwendubbelspeltoernooi van het Australian Open.

## Resultaten grandslamtoernooien
| Legenda | Legenda                          |
| ------- | -------------------------------- |
| g.t.    | geen toernooi gehouden           |
| l.c.    | lagere categorie                 |
| –       | niet deelgenomen                 |
| G       | uitgeschakeld in de groepsfase   |
| 1R      | uitgeschakeld in de eerste ronde |
| 2R      | uitgeschakeld in de tweede ronde |
| 3R      | uitgeschakeld in de derde ronde  |
| 4R      | uitgeschakeld in de vierde ronde |
| KF      | uitgeschakeld in de kwartfinale  |
| HF      | uitgeschakeld in de halve finale |
| F       | de finale verloren               |
| W       | het toernooi gewonnen            |
| w-v     | winst/verlies-balans             |

### Enkelspel
| toernooi        | 1967 | 1968 | 1969 | 1970 | 1971 | 1972 | 1973 | 1974 | 1975 |
| --------------- | ---- | ---- | ---- | ---- | ---- | ---- | ---- | ---- | ---- |
| Australian Open | 2R   | 1R   | 2R   | 3R   | 1R   | HF   | KF   | 1R   | 1R   |
| Roland Garros   | –    | 3R   | –    | 2R   | 1R   | 1R   | –    | –    | –    |
| Wimbledon       | –    | 2R   | 4R   | 1R   | 2R   | 4R   | 3R   | 3R   | –    |
| US Open         | –    | –    | 1R   | 1R   | 3R   | –    | 1R   | –    | –    |

### Vrouwendubbelspel
| toernooi        | 1968 | 1969 | 1970 | 1971 | 1972 | 1973 | 1974 | 1975 |
| --------------- | ---- | ---- | ---- | ---- | ---- | ---- | ---- | ---- |
| Australian Open | KF   | KF   | HF   | HF   | W    | F    | F    | HF   |
| Roland Garros   | 1R   | –    | 3R   | F    | KF   | –    | –    | –    |
| Wimbledon       | 2R   | KF   | 1R   | 3R   | 3R   | 2R   | 3R   | –    |
| US Open         | –    | 2R   | KF   | KF   | KF   | KF   | –    | –    |